# L'Œuf dur
Cet article concerne une revue d'avant-garde des années 1920. Pour la préparation culinaire, voir Œuf dur. Pour la pièce de théâtre de 1966 d'Eugène Ionesco, voir L'Œuf dur (théâtre).
L'Œuf dur est une revue littéraire mensuelle française d'avant-garde qui a paru entre mars 1921 et l'été 1924.

## La revue
La revue L'Œuf dur a été fondée par Georges Duveau (ou Georges Duvau), Gérard Rosenberg, Pierre Villoteau et Jean Albert-Weil, rejoints rapidement par Maurice David (qui a écrit aussi sous le nom de Jean-Pierre Lafargue). Gérard Rosenthal (aussi connu sous le nom de plume de « Francis Gérard »), cousin de Max Jacob, en a été le directeur. Seize numéros ont été publiés. La revue était éditée par le bureau parisien de l'imprimerie Alençonnaise, situé au 15 rue d'Édimbourg.

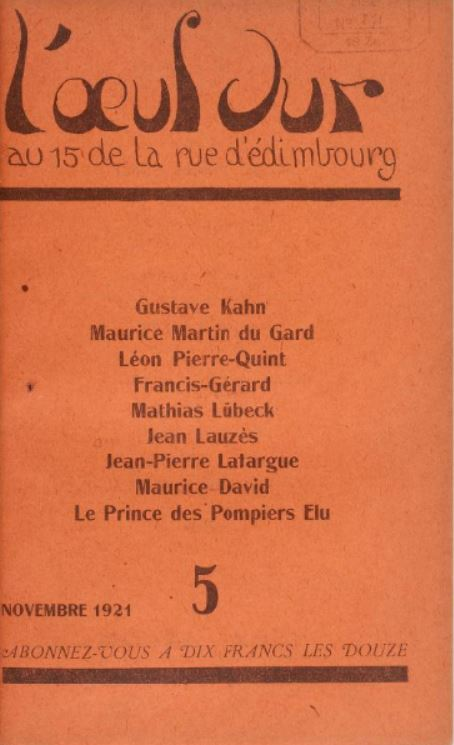

Un grand nombre des représentants du mouvement surréaliste y ont contribué. On y trouve notamment des textes de Louis Aragon, Marcel Arland, Francis Carco, Blaise Cendrars, Jean Cocteau, Joseph Delteil, Pierre Drieu la Rochelle, Georges Gabory, Max Jacob, Gustave Kahn, Valery Larbaud, Pierre Mac Orlan, Maurice Martin du Gard, François Mauriac, Henry de Montherlant, Paul Morand, Léon Pierre-Quint, Raymond Radiguet, Pierre Reverdy, André Salmon, Marcel Sauvage, Philippe Soupault, Pierre Naville ou Mathias Lübeck (de son vrai nom Robert Enoch).
La revue était vendue au prix de un franc (abonnement à dix francs les douze numéros). Une édition de luxe était tirée sur beau papier en nombre d'exemplaires limité et vendue sur abonnement à trente-cinq francs les douze numéros.
Le titre  de la revue peut paraître à la fois banal et atypique, selon Gérard Rosenthal le choix de ce titre « témoignait de notre désir de rompre avec les références lyriques, élégiaques, symbolistes ou romantiques […] telles qu'elles étaient généralement adoptées par les jeunes revues et de notre volonté d'entrer dans le vif du sujet ».

## Détail des numéros
- Numéro 1  :

Mars 1921
Sommaire : André Salmon, B. Daunou, Mathias Lübeck, et un article à propos de l'élection du Prince des pompiers
- Numéro 2  :

Avril 1921
Sommaire : Max Jacob : Intérimes - J.P. Lafarge, Rachilde, Renée Dunan, Georges Fourest…
- Numéro 3  :

1921
- Numéro 4  :

Été 1921, fascicule in-8°, 14 pages
Sommaire : Francis Gérard, Marcel Sauvage, Mathias Lübeck, Georges Duvau, Maurice David, Mary Howson. Dossier : Quel est le plus pompier des littérateurs actuels ? Courtes réponses de 15 écrivains (3 pages)
- Numéro 5  :

Novembre 1921, fascicule in-8°, 16 pages
Sommaire : Francis Gérard, Mathias Lübeck, Maurice Martin du Gard, Léon-Pierre Quint, Jean Lauzès, Maurice David, Jean-Pierre Lafargue. Dossier : Le prince des pompiers élu par deux millions six cent mille trois cent vingt-trois voix, C'est...: ?
- Numéro 6  :

Nouvel an 1922, fascicule in-8°, 16 pages
Couverture dessinée par Jean Cocteau
Sommaire : Max Jacob : Lettre sans commentaire - Jean Cocteau : Le Mirliton d'Irène - Paul Morand : Un grand Bonjour - Georges Duvau : Rencontre d' Yvonne - Robert Honnert : Élagabale (Bonté de Dieu) - Maurice David : Le Cycle de Pierre - Général M*** : Les Revues
Illustrations entre autres de Jean Arp, Georges Braque, Max Ernst et Pablo Picasso.
- Numéro 7  :
- Numéro 8  :

Mars 1922, fascicule in-8°, 16 pages
Couverture dessinée par Jean Cocteau
Sommaire : André Salmon : Saint André, - Pierre Mac Orlan : Les matelots - René Chalupt : Exequatur - Mathias Lübeck, Alaciel - Francis Gérard : Pourboires - E. Fernandez : Le taxi de Shackleton - Robert Honnert : Anna et les autres
- Numéro 9  :

Avril 1922, fascicule in-8°, 16 pages
Sommaire : Jean Cocteau, Blaise Cendrars, Tristan Derème, Maurice Martin du Gard, Francis Gérard
- Numéro 10 :

Juin 1922, fascicule in-8°, 16 pages
Couverture dessinée par Jean Cocteau
Sommaire : André Spire : Poissons de Roche - Max Jacob : Fables - Pascal Pia : Kermesse et Banlieue - Maurice David : Portrait de Suzanne - Léon Pierre-Quint : Parabole de l'enfant prodigue - Mathias Lübeck, Schlemil Ponim - Robert Honnert : Anna et le Printemps
- Numéro 11 :

Novembre 1922, fascicule in-8°, 16 pages
Couverture dessinée par Jean Cocteau
Sommaire : Francis Carco : Vers retrouvés - Drieu la Rochelle : Avènement d'un prince décapité - Max Jacob : Apéritif - Maurice David : Omphale - Francis Gérard : Lait d'Amande - Mathias Lübeck : Deux romans - Robert Honnert : Anna à Waldighoffen - Camille Schuwer : Guinguettes et veuvage
- Numéro 12 :

Janvier 1923
Sommaire : Paul Morand : Tisane des travailleurs - Jacques Porel : S.D.N. (1921) [non indiqué sur le sommaire en une de la revue] - André Salmon : Saint André - Maurice David : Les Pommes d'or - Francis Gérard : Savoir où l'on va - Mathias Lübeck : Modes -  Georges Duvau : Les Vainqueurs
Ce numéro devait initialement contenir un article de Henri Béraud intitulé La Nature a horreur du Gide, suivi d'une réponse éventuelle du célèbre écrivain. Celui-ci n'ayant semble-t-il daigné répondre que par la mention Bon à tirer, l'article ne fut pas publié et la référence fut raturée sur le sommaire (en seconde position dans la liste). À la place se trouve un poème de Jacques Porel.
- Numéro 13 :

Printemps 1923
Dépôt général Au sans pareil, in-8°, 48 pages
Couverture dessinée par Jean Cocteau
Sommaire : André Salmon : Les souvenirs de la Duchesse - Jean Cocteau : Mystères de Vénus et des fusiliers marins - Max Jacob : Très XVII° - François Mauriac : Délectation - Marcel Arland : Histoires édifiantes - René Chalupt : Chewing Gum - Francis Gérard : Son bonheur dans le feu - Pierre Naville : Florence et le Dôme - Georges Duvau : Madeleine - Maurice David : Une semaine à Nice
- Numéro 14 :

Automne 1923
Dépôt général Au sans pareil, in-8°, 48 pages
Sommaire : Max Jacob : La Dame au cœur saignant - Blaise Cendrars : Sonnets dénaturés - Philippe Soupault : Six et Cinq - Henry de Montherlant : La Visite médicale - Maurice David : Les Oiseaux du lac Stymphale - Francis Gérard : Boulevard du maréchal Pasteur - Mathias Lübeck : Une Poignée de romans - Jacques Porel : Loire - Georges Duvau : Premier janvier - Pierre Naville : Naissance - Léon Pierre-Quint : Histoire de la petite Carolamille - Joseph Delteil : Demi-lune et Épidémies
- Numéro 15 :

Printemps 1924
Sommaire : Pierre Naville : Hélas !, Inutilité du discours, Restons sous la pluie
- Numéro 16 :

Été 1924
Sommaire : Pierre Naville : Incidences, par André Gide, Poèmes, À Francis Gérard, Les Reines de la main gauche

### Ouvrages connexes
- Mathias Lübeck, Poèmes et proses de “L'Œuf dur”, préface de Gérard Rosenthal, publié par René Julliard, Les Lettres nouvelles, 1963, in-8, br. n.c. 69 pp.

### À savoir
- L'Œuf dur est également le titre d'une pièce de théâtre de l'écrivain Eugène Ionesco.